# バルテルミー・フォジャ・ド・サン＝フォン

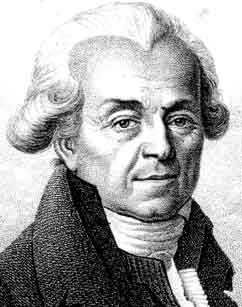
バルテルミー・フォジャ・ド・サン＝フォン

バルテルミー・フォジャ・ド・サン＝フォン（Barthélemy Faujas de Saint-Fond、1741年5月17日 - 1819年7月18日）は、フランスの地質学者、博物学者である。火山の起源について先駆的な著作を行った。

## 人物
モンテリマールで生まれた。リヨンのイエズス会の学校で学んだ後グルノーブルで法律を学んだ。モンテリマールで役人として働いたが、自然科学に強い興味をもち、休暇にはアルプスやマッシフ・サントラルなどの山岳で過ごし、地質学に関する研究を行った。1775年にブレ(Velay)でポゾラン（セメントの混和剤）の鉱脈を発見し、この鉱脈は後に政府によって採掘されることとなった。1776年にビュフォンに科学に対する熱意を知られることになり、パリに招かれ、ルイ16世によって自然史博物館の博物学者助手に任じられ、その後、鉱山の王立委員会の委員に任じられた。 
1778年に主著 "Recherches sur les volcans éteints du Vivarais et du Velay" を著し、火山の起源についての理論を述べた。鉱山の王立委員会の委員としてイギリスを含む、ヨーロッパ各地を旅し、岩石の形成について観察した。1787年に "Voyage en Angleterre, en Écosse et aux Îles Hébrides"（イングランド、スコットランドおよびヘブリディーズ諸島旅行記）を著した。1785年に 産業、兵器、林業の委員に任じられた。
1793年にパリ植物園の最初の地質学の教授となり、1818年に引退するまでほぼ終生その職を続けた。1794年にオランダのマーストリヒト地域の洞窟から見つかった爬虫類の骨についての著書を著した。モンゴルフィエ兄弟の気球の飛行に強い興味を持ち、"Description des expériences de la machine aérostatique de MM. Montgolfier, &c." （1783年、1784年）の著書がある。その他の著書に "Histoire naturelle de la province de Dauphiné" （1787年、1782年）、"Minéralogie des volcans" （1784年）、"Essai de géologie" （1803年 - 1809年）などがある。
フォージャス沸石 (faujasite) はフォジャから命名された。